# ナヴィーン・ポリシェッティ
ナヴィーン・ポリシェッティ（Naveen Polishetty、1989年12月26日 - ）は、インドのテルグ語映画で活動する俳優。代表作に『お気楽探偵アトレヤ』『きっと、またあえる』がある。

## キャリア
マウラナ・アザド国立工科大学卒業後はエンジニアとして働いていた。その後、All India BakchodのYouTube動画に出演して人気を集め、2012年に『Life Is Beautiful』で映画デビューした。2019年に主演を務めた『お気楽探偵アトレヤ』では脚本も手掛け、『きっと、またあえる』でボリウッドデビューした。両作とも興行的に大きな成功を収めている。

## フィルモグラフィー

### 映画
- Life Is Beautiful（2012年）
- D for Dopidi（2013年）
- 1: Nenokkadine（2014年）
- お気楽探偵アトレヤ（2019年）
- きっと、またあえる（2019年）
- Jathi Ratnalu（2021年）
- Miss Shetty Mr Polishetty（2023年）

### テレビシリーズ
- AIB Honest Series（2015年）
- Mastiii（2015年）
- Chinese Bhasad（2016年）
- 24（2016年）
- Fais pas ci, fais pas ça（2017年）
- AIB: Honest Engineering Campus Placements（2017年）
- Untag（2017年）
- What's Your Status（2018年）